# 灰岩肖韶子
灰岩肖韶子（学名：Dimocarpus fumatus sp. calcicola）为无患子科龙眼属下的一个亚种。